# غوستافو بابا
غوستافو بابا (بالبرتغالية: Gustavo Papa‏) (20 يوليو 1979 في البرازيل - ) هو لاعب كرة قدم برازيلي في مركز الهجوم. لعب مع غريميو بورتو أليغرينزي ونادي إنترناسيونال ونادي برازيليا ونادي جوفنتودي ونادي ساو كايتانو ونادي شابيكوينسي ونادي فورتاليزا ونادي كوريتيبا وWuhan Optics Valley F.C. ‏ ونادي برازيل دي بيلوتاس ونادي أنابولينا وCanoas Sport Club ‏ وGrêmio Esportivo Bagé ‏ وإسبورت إنترناسيونال ‏ وEsporte Clube São Luiz ‏ وGrêmio Esportivo Glória ‏ ونادي ساو خوسيه ونادي نوفو هامبورغو وSão Gabriel Futebol Clube ‏ ونادي لاندسكرونا ‏.

## وصلات خارجية
- غوستافو بابا على موقع قاعدة بيانات كرة القدم.إي يو (الإنجليزية)